# Indirana longicrus
Indirana longicrus es una especie de anfibio de la familia Ranixalidae.  Es endémica de los Ghats occidentales en la India.

## Publicación original
- Rao, 1937 : On some new forms of Batrachia from south India. Proceedings of the Indian Academy of Sciences, ser. B, vol. 6, p.|387-427.